# Latifa Al-Droubi
Latifa Al-Droubi (arabisch لطيفة الدروبي, DMG Laṭīfa ad-Darūbī; geboren 1984) ist die Ehefrau von Ahmed al-Sharaa, der in der Übergangszeit nach dem Sturz des Assad-Regimes zum Präsidenten Syriens ernannt wurde.

## Leben
Latifa Al-Droubi wurde 1984 in Al-Qaryatayn geboren, einer ländlichen Stadt im syrischen Gouvernement Homs. Ihr Großvater war Aladdin al-Droubi, der vom 26. Juli 1920 bis zu seiner Ermordung am 21. August 1920 zweiter Premierminister Syriens war. Zu ihrer Familie gehören bekannte religiöse Persönlichkeiten, wie Sheikh Abdul Ghaffar Al-Droubi, ein renommierter Koranrezitator aus Syrien, der 2009 in Jeddah starb. Sie hat einen Master-Abschluss in arabischer Sprache und Literatur.
Al-Droubi hatte erste internationale Auftritte während des ersten offiziellen Besuchs des Präsidenten in Saudi-Arabien und in der Türkei. Auch national tritt sie an der Seite ihres Mannes auf. Bei einem Treffen mit einer Delegation syrischer Frauen mit Wohnsitz in den Vereinigten Staaten stellte Ahmed al-Sharaa sie als seine Frau vor und wies Gerüchte in den sozialen Medien über mehrere Ehepartner zurück. Er bestätigte, dass sie seine einzige Frau ist. Das Paar hat drei Kinder.
Im Gegensatz zu vielen anderen Frauen von Herrschern arabischer Länder wird sie von ihrem Mann nicht versteckt, sondern nimmt an offiziellen Reisen teil und hat damit eine öffentliche Rolle.